# کورسمندر نخستین
کورسمندر نخستین (انگلیسی: Eocaecilia) سرده منقرض‌شده‌ای از کورسمندرها است که در آریزونا می‌زیسته است.